# ヴッパーターラーSVボルシア
ヴッパーターラーSV（Wuppertaler SV）は、ドイツ・ノルトライン＝ヴェストファーレン州のヴッパータールを本拠地とするスポーツクラブ。サッカーのほか、ボクシング、ハンドボール、陸上競技などのクラブも存在する。この項目ではサッカーを中心に述べる。

## 歴史
1954年、SSV04ヴッパータール（SSV 04 Wuppertal）と、TSG80フォーヴィンケル（TSG 80 Vohwinkel）が合併して成立した。1972年から1975年まではブンデスリーガ1部に在籍したが、その後2部に降格した。1980年代は3部リーグにとどまり、1992年にブンデスリーガ2部へと復帰したが、1994年に再び3部（レギオナルリーガ）へと降格した。1999年にはさらに4部へと降格したが、2003年に3部へと復帰した。2008年、新設されたブンデスリーガ3部に所属していたが、2010年にレギオナルリーガ（4部）に降格した。

## タイトル

### 国内タイトル
- レギオナルリーガ・西部：1回
  - 1971-72

### 国際タイトル
- なし

## 過去の成績
| シーズン | ディビジョン           | ディビジョン | ディビジョン | ディビジョン | ディビジョン | ディビジョン | ディビジョン | ディビジョン | ディビジョン | DFBポカール |
| シーズン | リーグ                 | 試           | 勝           | 分           | 敗           | 得           | 失           | 点           | 順位         | DFBポカール |
| -------- | ---------------------- | ------------ | ------------ | ------------ | ------------ | ------------ | ------------ | ------------ | ------------ | ----------- |
| 2016-17  | レギオナルリーガ・西部 | 34           | 10           | 12           | 12           | 47           | 47           | 42           | 11位         |             |
| 2017-18  | レギオナルリーガ・西部 | 34           | 15           | 11           | 8            | 61           | 47           | 56           | 3位          |             |
| 2018-19  | レギオナルリーガ・西部 | 34           | 12           | 8            | 14           | 45           | 49           | 44           | 10位         |             |
| 2019-20  | レギオナルリーガ・西部 | 22           | 6            | 5            | 11           | 28           | 46           | 23           | 13位         |             |
| 2020-21  | レギオナルリーガ・西部 | 40           | 16           | 6            | 18           | 56           | 62           | 54           | 12位         |             |
| 2021-22  | レギオナルリーガ・西部 |              |              |              |              |              |              |              | 位           | 1回戦敗退   |

## 歴代監督
- フランティシェック・ストラカ 1999-2001

## 歴代所属選手
- エーリッヒ・リベック 1959-1962
- 黄善洪 1992-1993
- フランティシェック・ストラカ 1992-1996
- 朝枝健 2009-2010, 2011-2012
- ヴァルデト・ラマ 2022-